# Cetiosauriscus
Genre
Espèce
Cetiosauriscus est un genre éteint de dinosaures sauropodes de très grande taille ayant vécu au Jurassique supérieur.

## Description
Cetiosauriscus, qui signifie « reptile baleine », vivait en Angleterre à la fin du Jurassique (160 Ma). Herbivore de 15 mètres de long et pesant 9 tonnes, il devait utiliser sa queue pour se défendre en fouettant ses prédateurs.